# Wu Xueqian

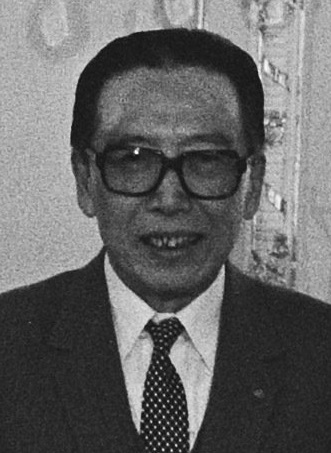
Wu Xueqian (1985)

Wu Xueqian (chinesisch 吴学谦; * 19. Dezember 1921 in Shanghai; † 4. April 2008) war von 1982 bis 1988 Außenminister der Volksrepublik China.

## Leben
1921 wurde Wu in Shanghai geboren. Im Jahre 1939 trat er der Kommunistischen Partei Chinas bei.
Von 1982 bis 1988 bekleidete er das Amt des Außenministers der Volksrepublik China. Zudem war Wu von 1987 bis 1992 Mitglied des XIII. Politbüros des Zentralkomitees der Kommunistischen Partei Chinas.
Er starb am 4. April 2008 im Alter von 86 Jahren an einer Krankheit.